# Meljac

Meljac este o comună în departamentul Aveyron din sudul Franței. În 2009 avea o populație de 136 de locuitori.